# مترو جروب
مترو ايه جي ، والمعروفة باسم مترو جروب ، هي مجموعة تجارة الجملة / النقد الألمانية متعددة الجنسيات ومقرها في دوسلدورف . تم تأسيسها في عام 1964 من قبل إرنست شميدت وويلهلم شميدت روثينبك . اعتبارًا من 2010 كانت رابع أكبر شركة تجزئة في العالم تقاس من حيث الإيرادات (بعد وول مارت ، كارفور وتيسكو ).

## عمليات
تدير الشركة مراكز مترو كاش آند كاري للبيع بالجملة في أوروبا والصين والهند واليابان وباكستان. في بلجيكا، وهولندا، وبولندا، والبرتغال، وإسبانيا، وجمهورية التشيك، تدير متاجر تحت علامة ماكرو، التي تم شراؤها من شركة اس في كيه القابضة في عام 1998.

## روابط خارجية
- الموقع الرسمي